# Daniel Dae Kim
Daniel Dae Kim, geboren als Kim Dae-hyun (Koreaans: 김대현), (Busan, 4 augustus 1968) is een Zuid-Koreaans/Amerikaans acteur.

## Levensloop
Kim werd geboren in Zuid-Korea, maar groeide op in Easton, gelegen in de Amerikaanse staat Pennsylvania. Nadat hij afstudeerde aan Haverford College in Haverford volgde hij op Bryn Mawr College diverse acteerlessen.
Tot 2004 was hij vooral bekend van zijn kleine rollen in diverse grote film- en televisieproducties. Op televisie was hij onder andere te zien in Angel, 24 (11 afleveringen), Star Trek: Voyager, Star Trek: Enterprise, Crusade, Charmed, Seinfeld, ER en The Shield. Ook in de films The Jackal, Crash en Hulk had Kim kleine rollen. In 2004 speelde hij de rol van een wetenschapper die in het laboratorium van Dr. Octopus werkt in de tweede Spider-man-film. Hij spreekt ook de stem in van Johnny Gat in de game Saints Row, Saints Row 2 en Saints Row: The Third en hij spreekt de stem in van Hiroshi Sato in The Legend of Korra
Sinds 2004 speelt Kim de rol van Jin Kwon in de televisieserie Lost. Zijn personage spreekt geen Engels, af en toe praat hij Koreaans. In werkelijkheid praat Kim Koreaans met een accent en is zijn beste taal Engels.
In 2010 werd Kim gecast voor de remake van de Amerikaanse politieserie Hawaii Five-0, waarin hij de rol van agent Chin Ho Kelly vertolkt. Lost-acteur Grace Park had eveneens een hoofdrol in de serie.

## Filmografie
- American Shaolin - Gao (1992)
- Addicted to Love - Undergrad Assistant	(1997)
- The Jackal - Akashi (1997)
- For Love of the Game - E.R. dokter (1999)
- Cradle 2 the Grave - Visiting Expert (2003)
- Hulk - Aide (2003)
- Sin	- Lakorn (2003)
- Spider-Man 2 - Raymond	(2004)
- Crash - Park (2004)
- The Cave - Alex Kim (2005)
- The Onion Movie - Ivy Leaguer (2008)
- Linsanity - Verteller (2013) (documentaire)
- The Divergent Series: Insurgent - Jack Kang (2015)
- Raya and the Last Dragon - Chief Benja (2021) (stem)
- Stowaway - David Kim (2021)

### Televisieseries
*Exclusief eenmalige gastrollen
- Beverly Hills, 90210 - Dr. Sturla (1997)
- Crusade - Lt. John Matheson (1999)
- Star trek voyager-Gotana-Retz(2000)
- Angel - Gavin Parks (2001–2003)
- Miss Match - Clifford Kim (2003)
- 24 - Tom Baker (2003–2004)
- ER - Ken Sung (2003)
- Star Trek: Enterprise - Korporaal Chang (2003–2004)
- Lost - Jin-Soo Kwon (2004–2010)
- Justice League - Metron / Chinese man (stemrol)(2006)
- Lost: Missing Pieces - Jin-Soo Kwon (2007–2008) (TV miniserie)
- The Andromeda Strain - Dr. Tsi Chou (2008) (TV miniserie)
- Hawaii Five-0 - Chin Ho Kelly (2010–2018)
- The Legend of Korra - Hiroshi Sato (stemrol) (2012–2014)
- The Good Doctor - Dr. Jackson Han (2018–2019)
- New Amsterdam - Dr. Cassian Shin (2020-heden)
- Avatar: The Last Airbender - Vuurheer Ozai (2024)